# Маріонас Ґедріс
Марійо́нас  Ґєдріс (лит. Marijonas Vinco Giedrys; 16 березня 1933, Каунас, Литва — 24 травня 2011, Вільнюс, Литва) — литовський кінорежисер, сценарист, актор.

## Життєпис
1959–1992 роки — у штаті Литовської кіностудії. 
1964 року закінчив режисерський факультет ВДІК (майстерня Сергія Герасимова і Тамари Макарової). 
1963 року працював другим режисером на фільмі «Хроніка одного дня» Вітуаса Жалакявічюса. 
Похований на Антакальніському цвинтарі.

## Обрана фільмографія

### Режисер
- 1960 — Живі герої / Gyvieji didvyriai[lt] (альманах, новела «Нам не потрібно»
- 1961 — Чужі / Svetimi
- 1967 — Ігри дорослих людей / Suaugusių žmonių žaidimai
- 1970 — Чоловіче літо / Vyrų vasara
- 1971 — Рани землі нашої / Žaizdos žemės mūsų[lt]
- 1972 — Геркус Мантас / Herkus Mantas
- 1974 — Розколоте небо / Perskeltas dangus
- 1977 — Пил під сонцем / Dulkės saulėje
- 1978 — Квіт непосіяного жита / Nesėtų rugių žydėjimas[lt]
- 1981 — Американська трагедія / Amerikietiška tragedija
- 1984 — Блудний син / Sūnus paklydėlis
- 1988 — Виставка / Parodų rūmai (ТВ)
- 1990 — Марюс / Marius (сериал)

### Сценарист
- 1960 — Живі герої / Gyvieji didvyriai[lt]
- 1974 — Розколоте небо / Perskeltas dangus
- 1978 — Квіт незасіяного жита / Nesėtų rugių žydėjimas[lt]

### Актор
- 1967 — Ігри дорослих людей / Suaugusių žmonių žaidimai — Адомас
- 1975 — Смок і Малюк / Smokas ir Mažylis

## Нагороди
- 1960 — приз Кінофестивалю у Карлових Варах («Живі герої»)
- 1973 — премія кінофестивалю («Геркус Мантас»)
- 1979 — премія кінофестивалю («Квіт незасіяного жита»)
- 2008 — приз «Срібний журавель» за вклад у розвиток кінематографу Литви
- 2010 — Державна премія Литви за сукупність творчості